# بوستوموس
اسمه الكامل ماركوس كاسيانيوس لاتينيوس بوستوموس هو قائد عسكري روماني من القرن الثالث الميلادي من أصل جرماني باتافي، تولى امر الامبراطورية الرومانية في الغرب في زمن الإمبراطور غالينوس، وتمكن من هزيمة الفرنجة الذين حاولوا غزو بلاد الغال وأثناء أزمة القرن الثالث أسس إمبراطورية الغال في سنة 260 في الغرب ليحكم محافظات الغال و بريطانيا و جرمانية و هسبانيا. بسبب ذلك حاول غالينوس الإطاحة به مرتين لكنه هزم في الاثنتين واصيب الإمبراطور نفسه في معركة قرب ترير في سنة 265، فتراجع بعدها ولم يحاول فيما بعد محاربة بوستوموس. احتفل ببستوموس في الغال وطبعت العديد من العملات صورته. وفي سنة 268 حاول جنراله ماركوس أوريليوس ماريوس السيطرة على مدينة ميديولانوم لكنه فشل في ذلك، قام غالينوس باطلاق سراحه في مقابل أن ينقلب على بوستوموس وان يعترف به كإمبراطور في الغرب بدلا منه، وافق ماركوس على ذلك نتيجة ظنه ان بوستوموس تخاذل في دعمه وعندما وصل إلى كولونيا قام بقتل بوستوموس ونصب نفسه كإمبراطور بدل منه.